# グル・ハルゴービンド
グル・ハルゴービンド（1595年 - 1645年）は、シク教の第6代グル（在任: 1606年 - 1645年）。
第5代グルのグル・アルジュンの子。1606年に父がムガル皇帝のジャハーンギールに殺害されたため跡を継いだ。父の仇を討つために教団に護衛兵などを置いて軍備を整えた。だがムガル帝国の圧力を受けて一時は臣従せざるを得なくなり、12年間にわたってグワリオルに幽閉された。
1628年にムガル帝国の軍を破ってパンジャーブ州で半独立を果たすが、晩年は再度ムガル帝国の圧力を受けてカシミールに逃亡。1645年に51歳で死去した。